# Ирен Вист
Ирен Вист (Горле, 1. април 1986) је холандска брза клизачица и вишеструка олимпијска победница. Најуспешнији је холандски спортиста на Олимпијским играма.
Са деветнаест година освојила је златну медаљу на 3000м на Олимпијским играма 2006. у Торину и бронзу на 1500м. Тиме је постала најмлађи победник на ЗОИ из Холандије. Четири године касније у Ванкуверу, златом се окитила на 1500м. На Олимпијским играма у Сочију 2014. освојила је чак пет медаља, злата на 3000м и у екипној потери и сребра на 1000, 1500 и 5000 м. У Пјонгчагу 2018. дошла је до златне медаље на 1500м и сребрних на 3000 м и у екипнпј потери.
Шестострука је светска првакиња у вишебоју, једанаестострука на појединачним дистанцама и петострука победница на Европским шампионатима у вишебоју.